# Lichess
Lichess（/ˈliːtʃɛs/；LEE-ches）是由同名非营利组织运营的自由开源在线国际象棋服务。用户可以匿名方式下棋，也可注册账号以保存和获取评分。该平台没有广告，且所有功能免费开放，运营资金完全来自赞助捐款，赞助者将获得特殊徽章作为感谢。特色功能包括战术训练、引擎分析、赛事系统及多种国际象棋变体。

## 历史

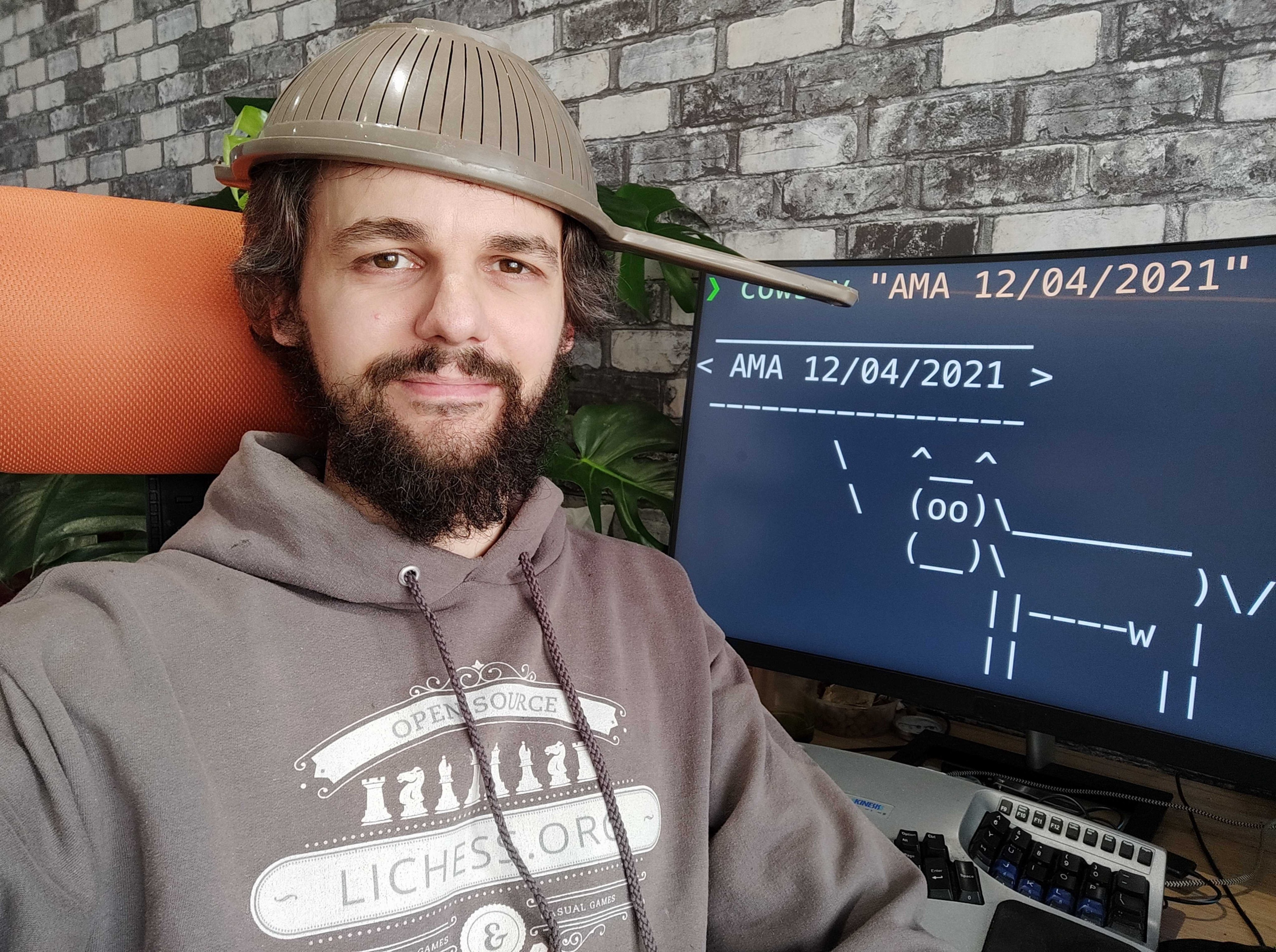
创始人蒂博·杜普莱西斯（2021年）

Lichess由法国程序员蒂博·杜普莱西斯（Thibault Duplessis）创立于2010年。其核心代码与设计主要采用开源授权条款GNU Affero通用公共许可证，部分组件使用其他自由或专有许可证。名称"Lichess"融合了英文单字"live"（实时）、"light"（轻盈）和"libre" （自由）与chess（国际象棋）"之意。
2015年2月11日，Lichess推出Android版本的移动应用，同年3月4日推出iOS版本。
2021年4月，美国国际象棋联合会认可Lichess的公平竞赛机制，该系统通过引擎着法匹配分析，自动检测作弊行为。
截至2022年4月28日，根据Alexa Internet的排名，lichess.org位居全球第683位，主要用户来自美国、印度和中国。 该数据显示Lichess是仅次于Chess.com的全球第二大提供线上国际象棋服务器的平台。

## 赛事活动

### 冠名竞技场
从2017年12月开始，Lichess将每个月都举办冠名竞技场，为参加快棋（Bullet Chess）对决的冠名选手提供奖金，吸引了世界顶尖棋手的参与。马格努斯·卡尔森（Magnus Carlsen）夺得首届冠军，并在接下来的比赛中多次夺冠。后续的赛事增设了其它的快棋项目，其中部分采用了菲舍爾任意制象棋（Chess 960）随机的初始布局。
截至2022年2月，卡尔森以17次夺冠保持纪录，阿里雷扎·菲鲁兹亚以13胜紧随其后。其他参赛者包括法比亚诺·卡鲁阿纳、马克西姆·瓦谢尔-拉格拉夫、弗拉基米尔·费多谢耶夫等国际象棋特级大师。

### 其他
2020年4月，马格努斯·卡尔森和阿里雷扎·菲鲁兹亚在Lichess上进行了一场子弹（Bullet）赛，第一个达到100胜的棋手将会是胜者。经过194局的较量，菲鲁兹亚以103.5-90.5（100胜7平87负）赢得了比赛。
2020年5月，Lichess主办了“为俄罗斯而战”的慈善活动，为对抗新冠疫情的医院和医护人员筹款。 此次活动筹集了24,670,000卢布（335,000美元），亚历山大·格里斯丘克在决赛中击败叶夫根尼·托马舍夫斯基，夺得冠军。 其他参赛者包括弗拉基米尔·克拉姆尼克、伊恩·涅波姆尼亚奇、谢尔盖·卡尔亚金和彼得·斯维德勒。
同月，包括塞巴斯蒂安·费勒在内的几位国际象棋选手在Lichess平台上举办了一场慈善活动，为法国梅斯的仁慈医院（Mercy hospital）筹集善款，用于抗击新冠疫情。
2020年8月，卡塔尔国际象棋联合会在Lichess平台上举办了卡塔拉国际子弹快棋（Bullet）锦标赛，奖金为10,000美元。马格努斯·卡尔森在决赛中击败丹尼尔·纳罗迪茨基，夺得冠军。2021年赛事的奖金为12,800美元，弗拉基米尔·阿尔特米耶夫在决赛中，击败了在半决赛中击败淘汰马格努斯·卡尔森的安德鲁·唐，夺得冠军。

## 功能

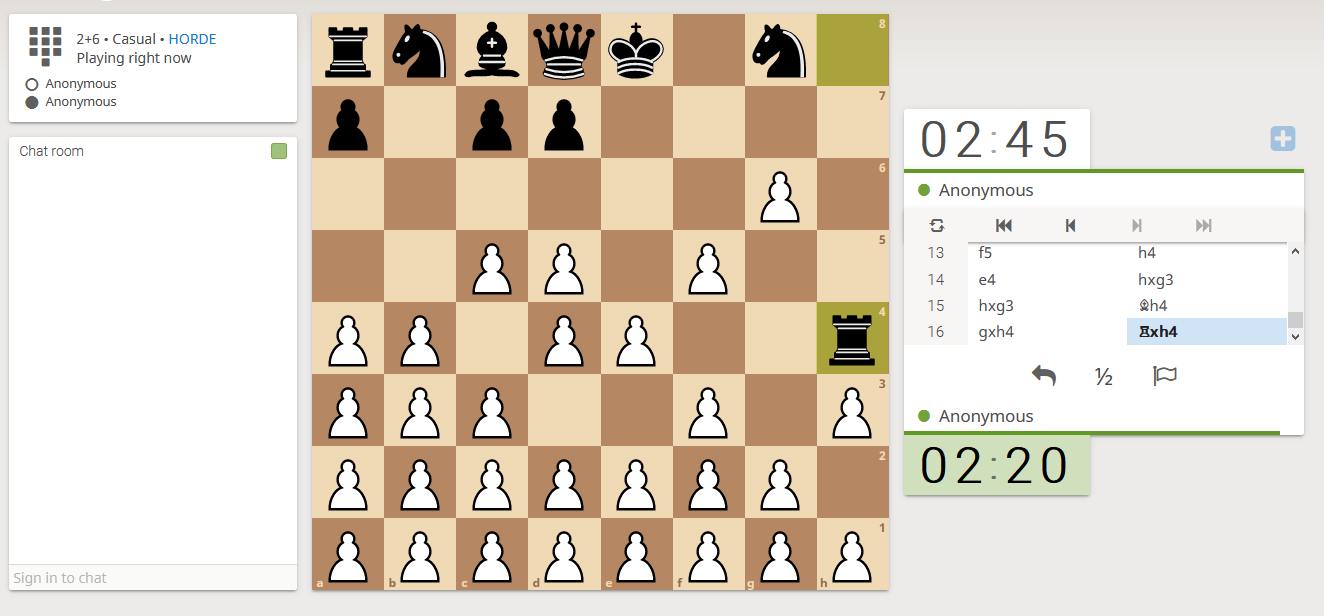
Horde变体中，白方拥有大量兵卒，黑方则为标准布局。白方需将死（checkmate）黑王，黑方则需消灭所有白子

### 对局系统与变体
平台支持实时与延时对局，提供基础教学、战术训练、坐标识别、视频库、开局百科（Opening Explorer）、棋局研究和分析棋盘等学习功能。平台也设有专门页面，为国际象棋教练提供广告宣传服务。用户可以创建”竞技场“或”瑞士制“（Swiss Tournament）的锦标赛，制定自定义的开局（如王翼弃兵）。用户也可以创建车轮战游戏，同时与多位棋手轮流对战。
除盲棋模式外，平台支持以下国际象棋变体：
- 反棋（Antichess）
- 原子象棋[39]
- Chess960（菲舍尔任意制象棋）
- 疯马（Crazyhouse）[40]
- Horde（邓萨尼象棋变体）

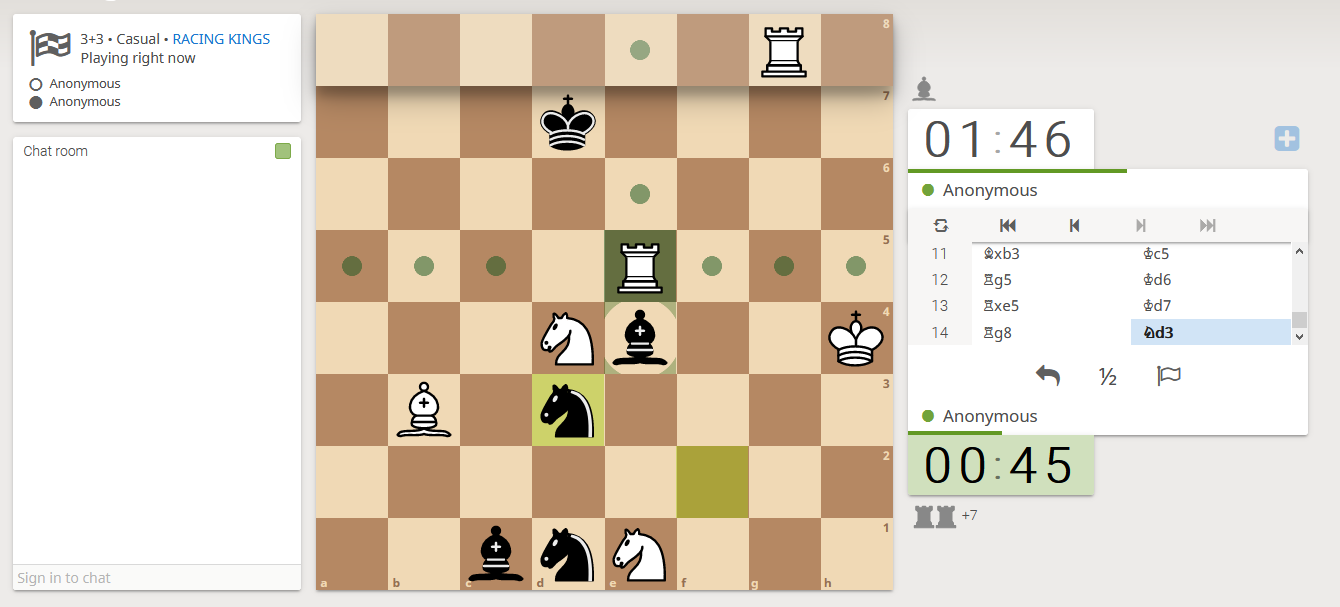
Racing kings变体中，率先将王走到第八横线的玩家获胜，过程中不允许将

- 山丘之王（King Of The Hill）
- 赛王（Racing kings）
- 三将棋（Three-check）

另设自定义棋局功能，支持手动输入或导入棋局。
Lichess是首个为盲人提供无障碍功能的国际象棋网站。其验证码系统采用棋局形式呈现。
作为已注册用户，Lichess采用Glicko评分系统，也可参与赛事、论坛的讨论，向服务器端申请棋局分析。标准象棋等级分根据总用时（或增量制预估时间）分为Bullet、超快棋（Blitz）、快棋（Rapid）、传统慢棋（Classical）和无限制棋。

## 图库

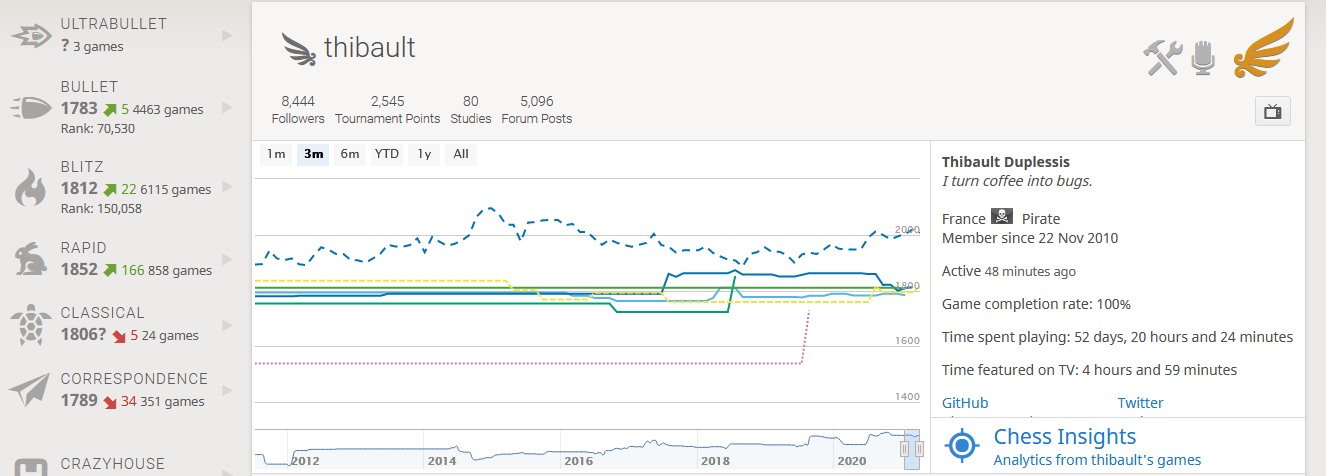
个人主页例子
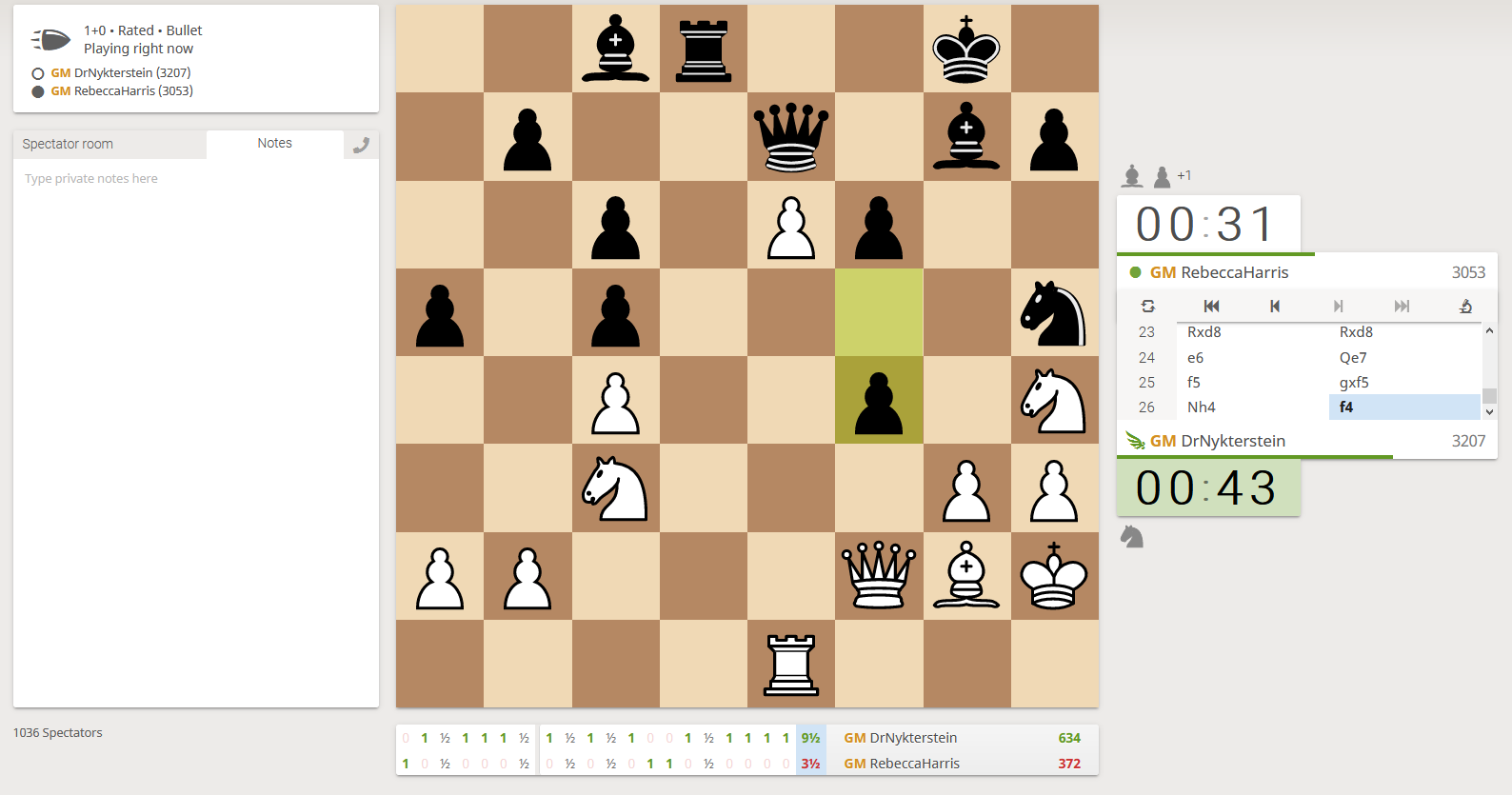
正进行中的Bullet棋
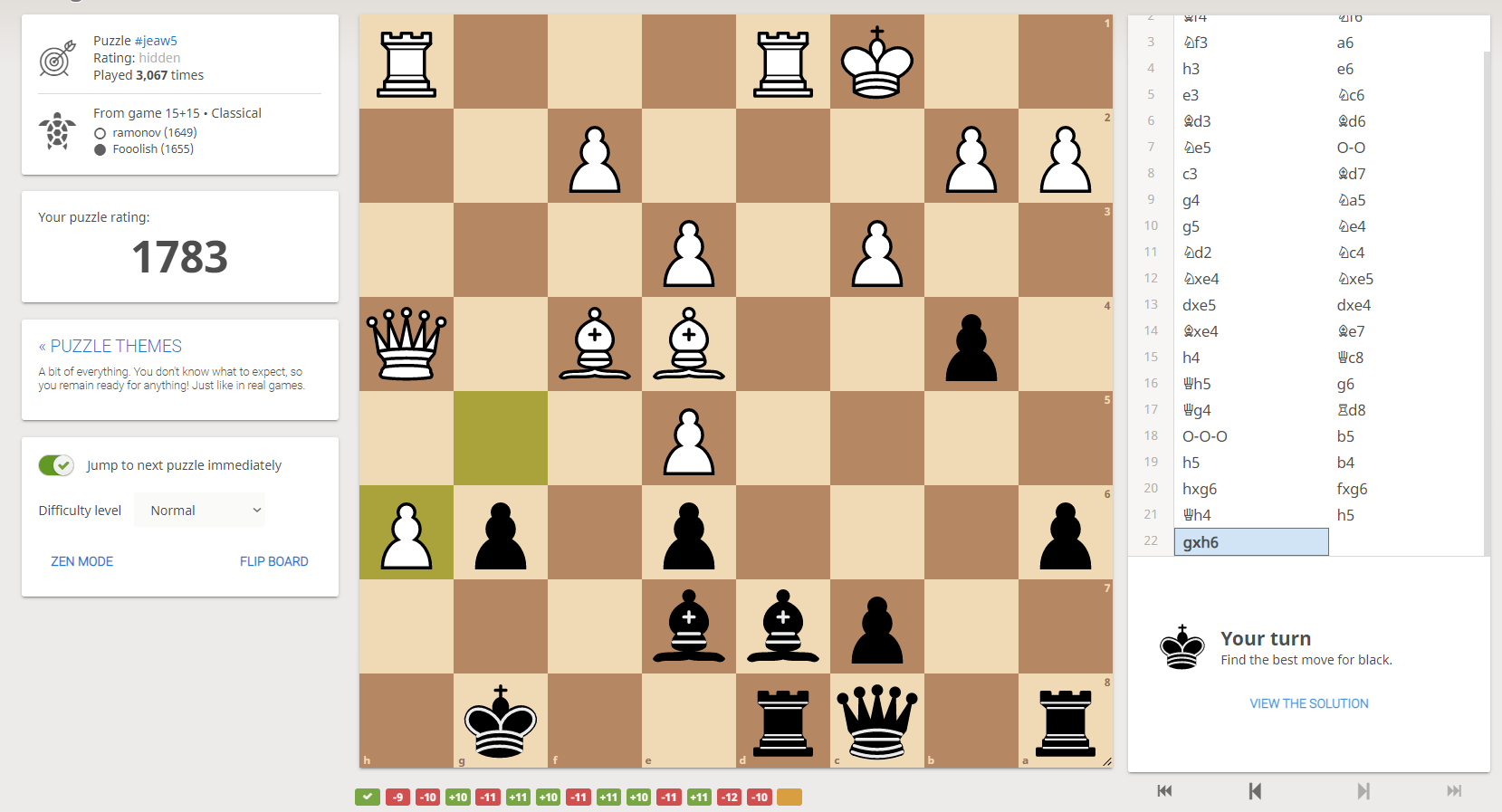
象棋拼图（Chess Puzzle）
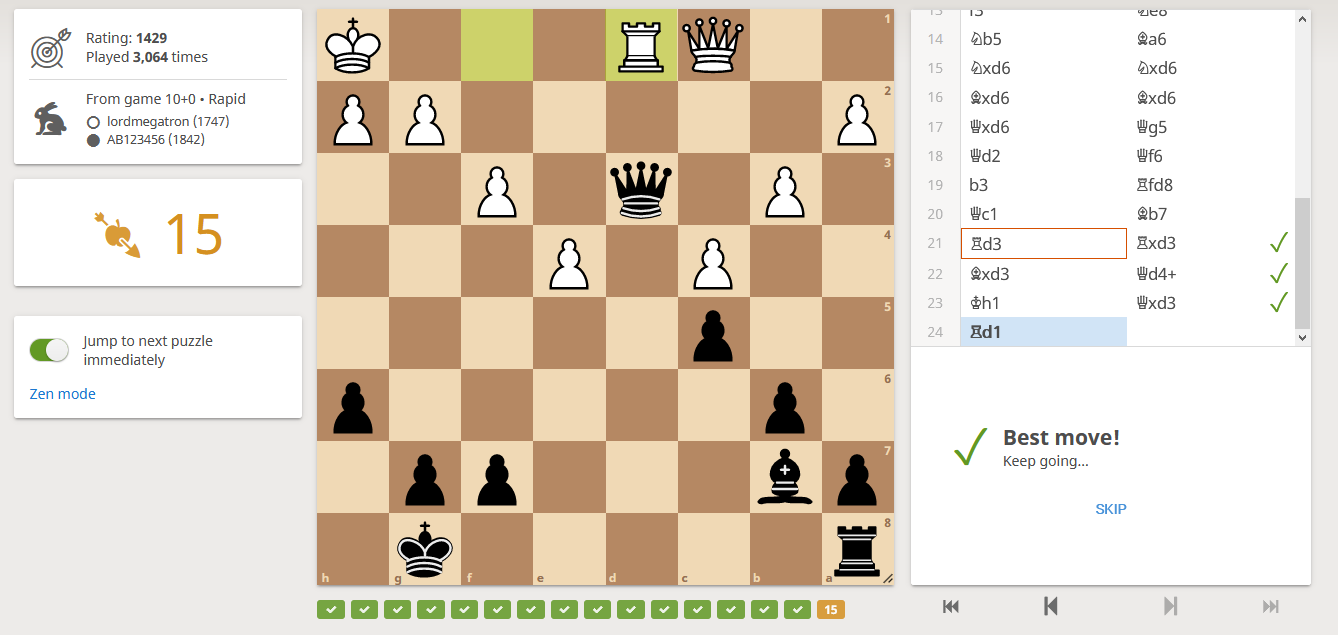
拼图连续记录
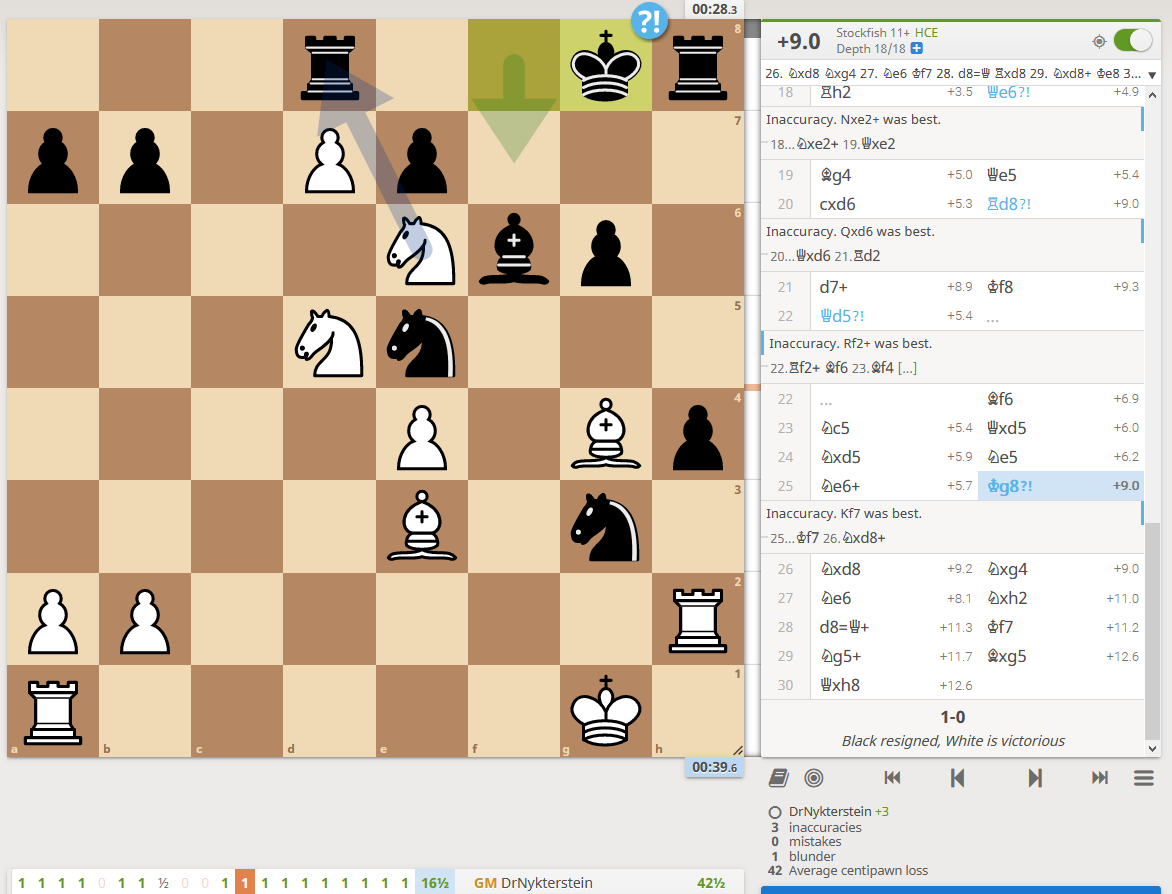
Stockfish引擎分析
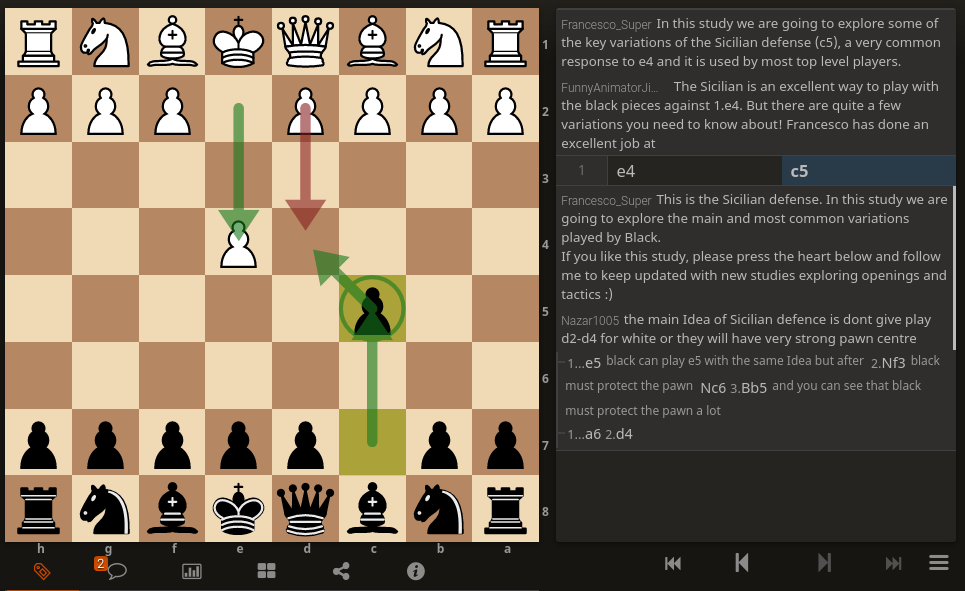
西西里防御的Study